# Enrique Gil Botero
Enrique de Jesús Gil Botero (Fredonia, Antioquia, 9 de diciembre de 1953) es un abogado colombiano que se desempeñó como Consejero de Estado de Colombia entre enero de 2008 y diciembre de 2015, del cual fue presidente entre abril de 2008 y marzo de 2009. Desde el 9 de marzo de 2017 al 7 de agosto de 2018, fue Ministro de Justicia y del Derecho de Colombia, en reemplazo de Jorge Eduardo Londoño.

## Biografía
Gil Botero es un abogado antioqueño, miembro del Partido Conservador Colombiano y séptimo Ministro de Justicia del gobierno del Presidente Juan Manuel Santos. Ha sido consejero de estado, litigante, árbitro de la cámara de Comercio de Medellín para Antioquia, catedrático y miembro de la Comisión Interamericana de Derechos Humanos.

### Presidencia de Álvaro Uribe Vélez
En 2008 fue elegido Magistrado del Consejo de Estado, ocupando la vacante de la Magistrada María Helena Giraldo, también antioqueña. 
Fue presidente del Consejo de Estado entre 2008 y 2009; durante ese último año, su hermano Luciano Gil Botero, ingeniero eléctrico, quien departía con dos amigos en la vía pública, fue acribillado por dos hombres movilizados en una motocicleta.

### Presidencia de Juan Manuel Santos
El 16 de julio de 2015, Gil Botero fue elegido Miembro de la Comisión Interamericana de Derechos Humanos para el periodo 2016 - 2019, a proposición de la Canciller Colombiana María Ángela Holguín ante la OEA. Durante el año 2016, se desempeñó como relator especial de la Comisión en México.
También durante el año 2016, Gil Botero estuvo en primera plana nacional por el interés de su partido, el Partido Conservador Colombiano, de tenerlo en la terna para elegir al nuevo procurador general de la Nación y retener dicha entidad para el partido. Así pues, su partido propuso al presidente su nombre, junto con los de Wilson Ruiz y Jaime Arrubla Paucar, para elegir su ternado. Santos finalmente optó por ternar a María Mercedes López.
Finalmente, Santos optó por designar a Gil Botero como Ministro de Justicia de Colombia, en reemplazo de Jorge Londoño el 24 de febrero de 2017.y en el 2019 fue elegido por unanimidad de los países iberoamericanos, como Secretario General de la Conferencia de Ministros de Justicia de los Países Iberoamericanos (COMJIB) para el periodo 2019-2023. En el 2023 fue reelegido, igualmente por unanimidad, para el periodo siguiente (2023-2027). 

## Estudios
Enrique Botero Gil es abogado egresado de la Universidad de Antioquia, con especialización en derecho administrativo de la Universidad Pontificia Bolivariana de Medellín y en derecho constitucional de la Universidad de Salamanca en España; igualmente es egresado del Programa de Alto Gobierno de la Escuela de Gobierno Alberto Lleras Camargo de la Universidad de los Andes.

## Vida profesional
Gil Botero fundó en 1993, junto con otros profesionales del derecho (entre los que se cuentan el exmagistrado de la Corte Suprema de Justicia Javier Tamayo Jaramillo, el tratadista y académico Gilberto Martínez Rave y el también exconsejero de Estado Ricardo Hoyos Duque), el IARCE.

### Cargos públicos y privados
- Abogado litigante ante la Jurisdicción Contenciosa Administrativa (1984-2006).
- Conjuez del Tribunal Contencioso Administrativo de Antioquia (1988-1998).
- Conjuez del Consejo de Estado, sección tercera (1997-2006).
- Árbitro de la Cámara de Comercio de Medellín para Antioquia, de la Cámara de Comercio de Bogotá, de Cali, Bucaramanga y Cartagena.
- Consejero de Estado de Colombia (2008-2015).
- Presidente del Consejo Estado de Colombia (2008-2009).
- Miembro de la Comisión Interamericana de Derechos Humanos (2016-2017).
- Secretario General de la Conferencia de Ministros de Justicia de los Países Iberoamericanos (2019-2027).

### Profesor en instituciones académicas
Igualmente se ha destacado en la academia, como profesor en las siguientes universidades:
- Universidad de Medellín (1981-1992), (1994-2002).
- Universidad de Antioquia (1990-1996).
- Universidad Pontificia Bolivariana (1993-2015).
- Universidad de San Buenaventura (1993-2015).

## Consejero de Estado
Gil Botero tuvo un destacable paso por el Consejo de Estado; fue elegido presidente del alto tribunal en 2008, con apenas algunos meses como magistrado.

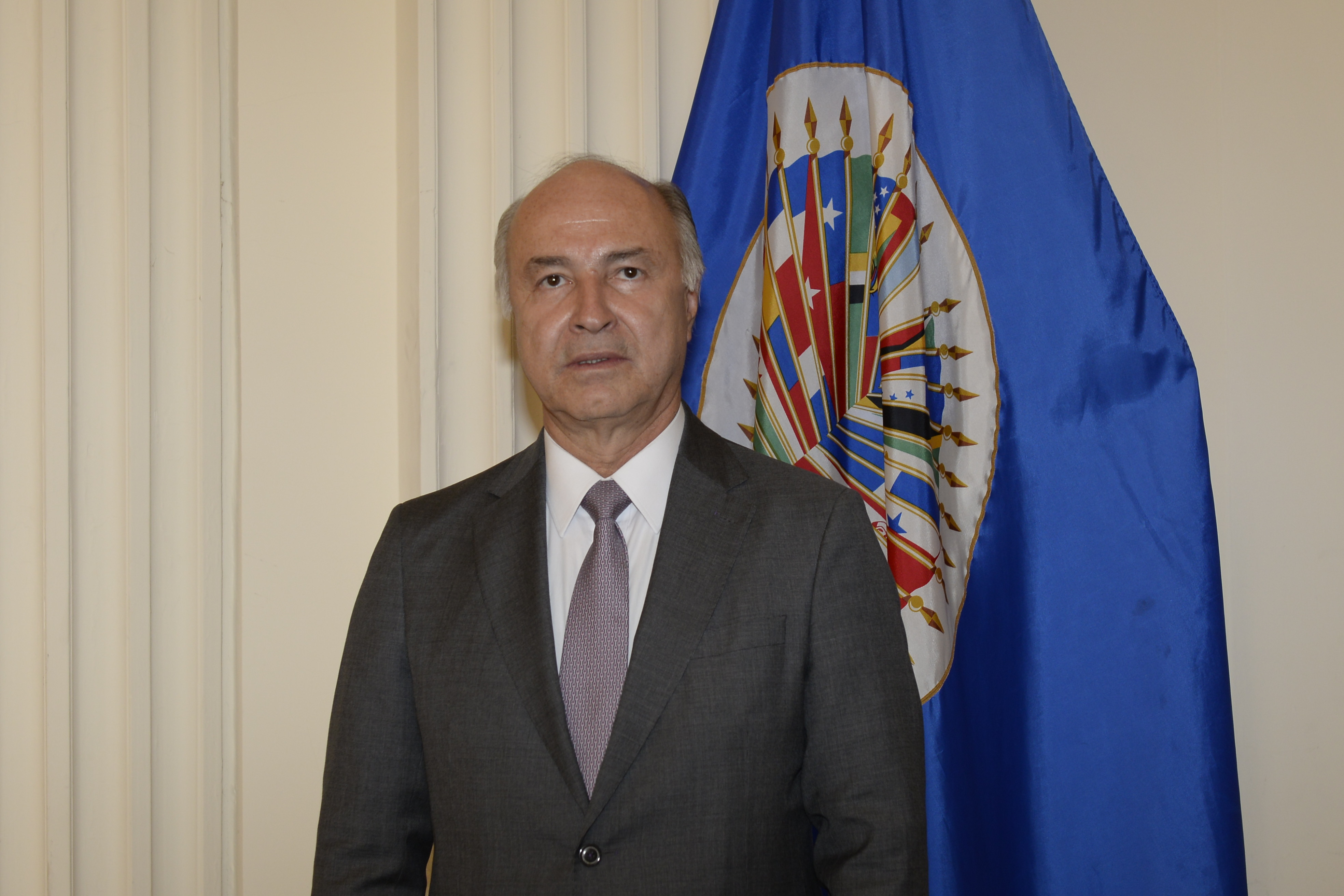
Gil Botero, como miembro de la Comisión Interamericana de Derechos Humanos

Fue ponente de numerosos procesos de reparación administrativa por parte del estado.
Uno, entre los muchos casos que llevó, fue la condena al estado por los crímenes del grupo paramilitar los Doce Apóstoles, del que se acusa encabezaba el hermano del expresidente Álvaro Uribe, Santiago Uribe Vélez, quien se enfrentó a un proceso por su financiación. En 2013, Gil Botero señaló que dicho grupo paramilitar fue financiado por los comerciantes de su área de influencia y tenía respaldo por parte de la Fuerza Pública y la Iglesia Católica. 
De igual manera, Gil Botero condenó al estado a responder por la Masacre de El Aro, ocurrida en el corregimiento del mismo nombre en el municipio de Ituango, Antioquia en 1997, donde perdieron la vida 15 campesinos en estado de indefensión y otros tantos fueron despojados de sus bienes y desplazados de su territorio.Fue el primer caso donde el Consejo de Estado aplicó estándares de convencionalidad en materia de reparación integral, y se señaló que los jueces estaban obligados a aplicar también la CIDHH, en Sentencia del 8 de octubre de 2007. 
En los últimos meses como magistrado, Gil Botero votó a favor de mantener el periodo de cuatro años del fiscal Eduardo Montealegre hasta 2016 y no conservar el periodo institucional, que culminaría el periodo del fiscal en 2014. 20 de los 23 votos, fueron a favor de la postura tomada por Gil Botero.

## Ministro de Justicia
El 24 de febrero del 2017, fue designado por el presidente Juan Manuel Santos como Ministro de Justicia y del Derecho, quien lo definió como un jurista con las mejores credenciales y le asignó la primordial tarea de aportar desde la Justicia para que Colombia siga consolidándose como la mejor aliada de los derechos de los colombianos, comenzando por un derecho supremo, el más sublime de toda sociedad, que es el derecho a la paz.
Al iniciar su gestión al frente de la cartera de Justicia, sus principales retos fueron: sacar adelante el Plan Decenal de Justicia y principalmente seguir impulsando la Jurisdicción Especial para la Paz (JEP), que se encontraba a un debate de ser aprobada por el Congreso al posesionarse Gil Botero y que es parte fundamental del acuerdo de paz logrado con las Farc.
Tomó posesión en 9 de marzo del 2017 en la Casa de Nariño. En ese entonces, el presidente Juan Manuel Santos anunció que el Gobierno buscaría una concertación con las Altas Cortes sobre temas sensibles de la justicia por iniciativa del nuevo titular de la cartera de Justicia.

## Secretario General de la COMJIB
El 25 de julio de 2019,  Gil Botero fue nombrado como Secretario General de la COMJIB (Conferencia de Ministros de Justicia de los Países Iberoamericanos). Esta organización tiene como objetivo principal fortalecer la cooperación en temas de Justicia, entre los miembros asociados a esta organización, mediante la adopción de tratados jurídicos, así como resoluciones y recomendaciones para los países miembros de la organización. Otro de los propósitos de la organización, es analizar y discutir sobre posibles reformas de los sistemas penitenciaros de los Estados miembros.